# Лексика естонської мови
Лексика естонської мови сформувалася під впливом інших мов багатьох мовних груп.

## Германські мови
За винятком слів, успадкованих від прамовного фіно-угорського (і далі уральського) стану найбільше одиниць словникового запасу естонської мови, — приблизно одну третину від усіх слів — внесли германські мови, здебільшого нижньосаксонська (середньонижньонімецька мова) в період існування на території Естонії Тевтонського ордену та верхньонімецька (включно зі стандартною німецькою мовою). Частка запозичень із нижньосаксонської та верхньонімецької мов становить 22–25%, лише із нижньосаксонської — 15%.

## Збагачення лексичного запасуex nihilo
Естонський журналіст та педагог Адо Гренцштейн для опису процесу того, як створювалися нові слова, використовував формулювання ex nihilo (або Urschöpfung), тобто «з нічого, нізвідки». Прикладом його твердження були тогочасні неологізми kabe «шашки» та male «шахи».
Найвідоміший реформатор естонської мови, Йоганнес Аавік, також використовував поняття ex nihilo або «вільні конструкції» нарівні з іншими джерелами збагачення лексичного запасу мови: словотвором, словоскладанням та запозиченням (здебільшого з фінської мови). Аавік належав до руху Noor-Eesti («Молода Естонія»), яке зародилося близько 1905 року в місті Тарту. У словнику Аавіка (1921), який налічує майже 4000 слів, багато були створені «з нічого», наприклад: ese «предмет», kolp «череп», liibuma «підійматися», naasma «повертатися», nõme «дурний», range «строгий, прямий», reetma «зраджувати», solge «стрункий, гнучкий, граційний; у сучасній естонській ширше використовується слово graatsiline, а слово solge позначає паразита аскариду людську) та veenma «переконувати». Також до них можна віднести слова, які не зазначені у цьому словнику, а саме: nentima «стверджувати», nördima «обурюватися», süüme «свідомість» та tõik «факт».
Проте велика частина словоутворень вважалися (у деяких випадках самим Аавіком) не чистими ex nihilo, а такими, що виникли під впливом інших мов, наприклад, російської, німецької, французької, фінської, англійської та шведської. Також Аавік мав класичну освіту, тому знав також давньогрецьку, латинську та французьку мови. Так, до слів, які виникли під впливом інших мов, він відносив такі: relv (зброя, від англ. revolver), roim (злочин, від англ. crime), siiras (щирий, від англ. sincere/serious), embama (обіймати, від англ. embrace), taunima (засуджувати. від фін. tuomita), — ці «ааківізми» зазначені у його словнику 1921 року; також — evima (мати, володіти; див. також ест. omama «володіти» та mul on, букв. «мені є», «для мене є» у значенні «я маю» та англ. have), laup (лоб, від рос. лоб), mõrv («вбивство» та mõrvama «вбивати» від англ. murder), — ці слова вже не зазначені у словнику. Також: laip (тіло, труп; від нім. Leib «тіло» та Leiche «труп, тіло»). 
Лінгвісти розглядають ці слова як окремий випадок морфо-фонемної адаптації іноземної лексеми. Зміни у вимові не могли бути пояснені іноземним впливом, а скоріше свідомою маніпуляцією словом; ймовірно, Аавік не приділяв достатньо уваги походженню запозичених слів, а іноді міг замінювати власне естонські слова неологізмами іноземного походження. Через це його не можна вважати мовним пуристом у традиційному сенсі цього слова, оскільки він не виступав проти неологізмів та запозичень як таких.

## Таблиці походження слів

### Власне естонські

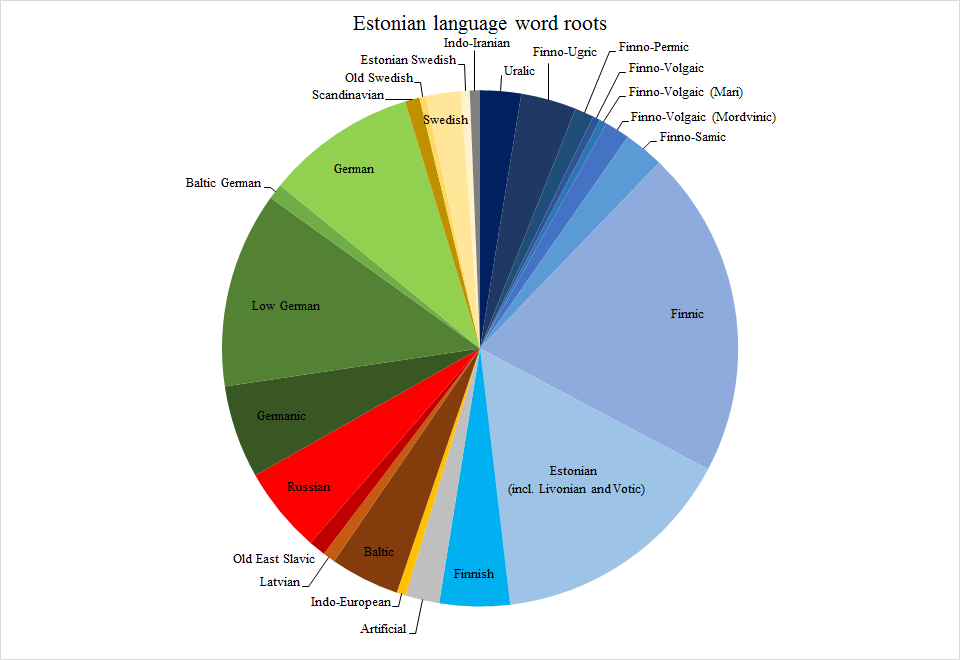
Приблизна частка запозичень в естонській мові

Власне естонські слова можна класифікувати за тією ознакою, наскільки далекий зв'язок вони мають із когнатами (словами зі спільним коренем та походженням) в інших уральських мовах.
- «Уральські» слова мають когнати у самодійських мовах.
- «Фіно-угорські» слова — в угорських мовах;
- «Фіно-пермські» слова — в пермських мовах;
- «Фіно-волзькі» слова — в марійській або мордовських мовах;
- «Фіно-саамські[en]» слова — в саамських мовах;
- «Фінські» — у балтійсько-фінських мовах.

Усі вищевказані мовні групи є різними підгрупами уральської мовної сім'ї. Втім історична дійсність більшості групувань є предметом дискусій.
| Походження    | Кількість коренів слова | Приклади у семантичній зоні | Приклади у семантичній зоні | Приклади у семантичній зоні | Приклади у семантичній зоні |
| Походження    | Кількість коренів слова | Природа і людина | Культурні поняття | Абстрактні поняття |                             |
| ------------- | ----------------------- | --- | --- | --- | --------------------------- |
| Уральське     | 120                     | Анатомія: keel (язик), kõrv (вухо), luu (кістка), maks (печінка), põlv (коліно), põsk (щока), silm (око), muna (яйце), neelama (ковтати), pala (шматок), sulg (перо) Стан: elama (жити) koolma (померти), pelgama(боятися), tundma (відчувати) Природа: suvi (літо), päev (день), kaja (луна), kuu (Місяць), lumi (сніг), soo (болото), vesi (вода), juga (водоспад) Рослини: puu (дерево), kuusk (ялина), kõiv (береза), murakas (морошка) Тварини: kala (риба), küü (змія, вуж, черв'як), sisalik (ящірка)                                | Технологія: tuli (вогонь), süsi (бурштин, вугілля), suusk (лижі), nool (стріла), pura (бур), sõudma (гребти), punuma (в'язати), vask (мідь), vöö (пояс), pada (горщик), leem (суп) Суспільство: vägi (сила, влада), sala (таємно), naine (жінка), nimi (ім'я)     | Базові поняття: minema (йти), tulema (прийти), ujuma (плавати), kaduma (зникати), mõskma (мити) Місця: ala (під), üla (над), esi (попереду), taga (позаду) Граматика: m(in)a (я), s(in)a (ти), see (це), kes (хто), mis (що), too (то), ei (ні) Числа: kaks (2), viis (5) |                             |
| Фіно-угорське | 270                     | Анатомія: aju (мозок), üdi (кістковий мозок), hing (душа), huul (губа), pea (голова), pii (зуб), päkk (п'ята), sapp (жовчний міхур), vats (живіт) Природа: ilm (погода), jää (лід), koit (світанок), talv (зима), sügis (осінь) Рослини: paju (верба), pihl (горобина), kask (береза), mari (ягода), pohl (брусниця) Тварини: kamar (кірка), nugis (куниця), siil (їжак), hiir (миша), püü (тетерук), mõtus (глухар), vares (ворон), pääsuke (ластівка), säga (сом), säinas (язь), särg (тарган), täi (воша), kusilane (мураха), koi (міль) | Технологія: põlema (спалити), küdema (горіти, гріти), või (масло), väits (ніж), vestma (різати), sau (глина), sõba (плащ) - ise (сам), iga (вік) Суспільство: küla (село), isa (батько), poeg (син), küdi (шурин), kond (об'єднання), nõid (відьма), sepp (кузня) | aru (причина) Прикметники: valge (білий), hahk (сірий), süva (глибокий), uus (новий) Числа: üks (1), kolm (3), neli (4), kuus (6) |                             |
| Фіно-пермське | 50–140                  | Анатомія: kõht (живіт), kõri (горло), säär (нога) Природа: koobas (печера), põrm (ґрунт, пил) Рослини: peda (jas) (сосна), kuslapuu (жимолость), oks (гілка), pähkel (горіх), kiud (волокно) Тваринр: kotkas (орел), orav (білка), peni (собака), sõnnik (добриво) | rehi (рига), kuduma (в'язати), amb (арбалет), mõla (весло, гребець), õng (кут), äi (зять, свекруха), äike (грім) | parem (вірно, правильно), vana (старий), lõuna (південь), meel (розум) |                             |
| Фіно-волзьке  | 100–150                 | Анатомія: selg (спина), koon (морда), käpp (лапа) Природа: kevad (весна), täht (зірка), järv (озеро) Рослини: haab (осика, тополя), saar (ясен), tamm (дуб), vaher (клен), sarapuu (газель), õlg (солома) Тварини: lehm (корова), siga (свиня), kurg (лелека, журавель), kurvits (побережник), parm (ґедзь), sääsk (галиця) | vaim (дух), pett (вершкове масло), jahvatama (молоти), keema (варити), hiilgama (розпалювати), käis (рукав), piir (кордон), vene (човен), lell (дядько), kargama (стрибати), pesema (мити), püsima (лишатися), lüpsma (доїти)                                     | Прикметники: aher (безплідний), jahe (прохолодний), kõva (жорсткий), süva (глибокий) |                             |
| Фіно-саамське | 130–150                 | vihm (дощ), sammal (сльота), org (долина), vili (плід), põõsas (кущ), põud (посуха) | veli (брат), ime (диво), luule (поезія) | õnn (талан, щастя) taga (позаду), tõsi (правда), nälg (голод), küll (впевнено) |                             |
| Фінське       | 600–800                 | higi (піт), külg (бік, сторона), põder(лось), oja (потік, струмок), udu (туман), hobu (кінь), jänes (заєць), konn (жаба), mänd (сосна), neem (мис), saar (острів) | aeg (час), eile (вчора), laps (дитина), rahvas (народ), linn (місто), nuga (ніж), king (взуття) | kõne (розмова, мовлення), sõna (слово), julge (хоробрий) |                             |

### Запозичення
| Праіндоєвропейські (гіпотетично) | прибл. 50 | 5000–3000 р. до н.е        | koib (нога), kõrv (вухо), kube (зерно), liha (м'ясо), lõug (підборіддя), nahk (шкіра), rind (груди), mägi (вершина), mets (ліс), nõmm (болото), soo (трясовина), ahven (окунь), koger (карась), koha (судак), rääbis (ряпушка), siig (сиг), vimb (лящ), helmes (кулька) |
| Індоєвропейські та індоіранські  | 20–45     | 3000–1000 р. до н.е.       | jumal (Бог), koda (дім, зала), mesi (мед), sool (сіль), osa (частина), sada (сто), põrsas (порося), rebane (лисиця), varss (теля), sarv (ріг), puhas (чистий), utt (вівцематка), vasar (молот), vedama (тягти) |
| Прабалтійські та балтійські      | 100–150   | 1500–500 р до н.е.         | hammas (зуб), hani (гусак), hein (сіно), hernes (горох), hõim (плем'я), oinas (погода), puder (каша), põrgu (пекло), ratas (колесо), seeme (насіння), sein (стіна), mets (дерево), luht (береговий луг), sõber (друг), tuhat (тисяча), vagu (борозна), regi (сани), vill (шерсть), veel (більше), kael (шия), kirves (сокира), laisk (лінивий) |
| Прагерманські та германські      | 380       | 2000 р. до н.е. – XIII ст. | - Сільське господарство: agan, ader (плуг), humal, kana (курка), kaer (овес), rukis (жито), lammas (вівця), leib (хліб), põld (поле) - Рибальство і морська справа: aer (весло), mõrd (рибна пастка), laev (корабель), noot (невід)', puri (вітрило) - Метали: kuld (золото), raud (залізо), tina (олово) - Продукти: sukk (панчоха), katel (чайник), küünal (свічка), taigen (тісто) - Суспільство: kuningas (король), laen (позика), luna (викуп), raha (гроші), rikas (багатий), vald (парафія) - Природа: kalju (скеля), kallas (берег), rand (узбережжя) - Інше: arbuma (чаклувати), tabama (бити, ловити), armas (дорогий, коханий), taud (хвороба), kaunis (красивий), ja (так, і) |
| Старослов'янські                 | 50–75     | Х – ХІІІ ст.               | - aken (вікно), haug (спис), kasukas (шуба, кожух), sahk (орач), sirp (серп), turg (ринок), teng (elpung) (гроші) - Релігія: pagan (язичник), papp (піп), raamat (книга), rist (хрест) |
| Пралатиські                      | 40        | VI – VII ст.               | kanep (конопля), lääts (сочевиця), magun (мак), udras (видра), kõuts (кіт), palakas (листок), lupard (шум), harima (навчати, очищувати), kukkel (булочка), vanik (гірлянда), laabuma (процвітати), kauss (ваза), mulk (мешканець Вільянді), pastel (шкіряні капці) |
| Нижньосаксонські                 | 750       | ХІІ –XVI ст.               | - kool (школа), neer (нирка), ribi (ребро), kruus (гравій), torm (буря) - Ботаніка: kõrvits (гарбуз), peet (буряк), salat (салат), petersell (петрушка), münt (монета), köömen (каравай), loorber (лавр), palm (пальма), tamm (дамба), roos (троянда), ploom (слива), hunt (вовк) - Кулінарія: köök (кухня), kruubid (гріш), kringel (випічка), pannkook (млинець), pekk (жир), prantssai (тип випічки), sült (холодець), vorst (сосиска), õli (масло), tärklis (крохмаль), pruukost (сніданок), kruus (чашка), pann (каструля), pütt (бочка), korv (кошик), lähker (бурдюк), toober (чан), tiik (басейн), lamp (лампа), lühter (канделябр) - Одяг: käärid (ножиці), teljed (ткацький верстат), vokk (колесо, яке обертається), lõuend (полотно), samet (вельвет), siid (шовк), vilt (фетр, шерсть), kuub (шуба), kört (спідниця), loor (фата), müts (шапка), muda (бруд), mantel (плащ), püksid (штани), vammus (шуба), nööp (кнопка, ґудзик) - Архітектура: hoov (двір), häärber (помістя), kelder (підвал), kemmerg (туалет), korsten (комин), ruum (кімната), saal (зала), tall (стайня), trepp (сходи), vall (стіна), võlv (підвал) - Технологія: haamer (молоток), hing (шарнір), höövel (верстат), kellu (штукатурка), kapp (шафа), pink (лава), tool (стілець), jaht (полювання), jääger (мисливець), kants (замок), kütt (мисливець), laager (табір), lahing (бій), piir (пірс), püss (зброя), tääk (багнет), vaht (годинник) - Релігія: altar (вівтар), ingel (янгол), jünger (апостол), psalm (псалом), prohvet (пророк), salm (вірш), preester (священик), troost (утішення), pihtima (сповідуватися), vöörmünder (церковний сторож), piiskop (єпископ), sant (каліка) - Люди: preili (пані), memm (стара жінка), mats (селюк), härra (джентльмен), proua (пані), kelm (шахрай), narr (блазень, дурень), naaber (сусід), kuller (кур'єр), laat (ярмарок), selts (суспільство), krahv (граф), saks (німець, аристократ), arst (лікар), plaaster (гіпс, стрічка), hangeldama (займатися контрабандою), küürima (мити, чистити), tingima (торгуватися, укладати угоду) - Виміри: kortel (чверть), matt (міра) toll (дюйм), vaagima (важити), viht (маса), üür (рента), paar (пара), piik (спис), tosin (дюжина), veerand (чверть), näärid (новий рік), reede (п'ятниця), tund (година), vastlad (Масленица) - Морська справа: ankur (якір), kiil (кіль), tüür (штурвал), praam (пором), madrus (матрос), pootsman (боцман), kotermann (клабаутерман), loots (лоцман), kipper (шкіпер) - Мистецтво: kaart (карта), kunst (мистецтво), maaler (художник), maalima (малювати), paber (папір), trükkima (друкувати), uurima (вивчати), trumm (барабан), tantsima (танцювати), piip (труба), vilepill (свисток), pasun (ріжок), just (саме), topelt (подвійний), väärt (цінний) |
| Шведські                         | 140       | ХІІІ –XVII ст.             | kratt (демон), kroonu (армія), kuunar (шхуна), pagar (пікар), näkk (морська діва), plasku (фляжка), plika (дівчина), tasku (кишеня), räim (оселедець), tünder (стовбур), moor (стара жінка), puldan, tont (привид) |
| Російські                        | 350       | XIV –ХХ ст.                | kapsas, tatar, puravik, riisikas, sihvka, kiisu, suslik, kulu, prussakas, tarakan, naarits, soobel, uss; noos, moiva, vobla, mutt; kamorka, putka, sara, lobudik, trahter, koiku, nari, pruss, tökat; hõlst, kamass, kirsa, kombinesoon, kott, puhvaika, marli, pintsak, retuusid, trussikud; kiisel, pontšik, rosolje, rupskid, borš, uhhaa, morss, samagon; batoon, kissell, plombiir, povidlo, šašlõkk, uhhaa; plotski, mahorka, pabeross; mannerg, kopsik; nuut, kantsik, piits, tupik, relss, jaam; kabi, knopka; kasakas, kasarmu, karauul, katelok, kiiver, munder, nekrut, pagun, polk, ranits, sinel, tentsik, utsitama, timukas, rajoon, türm, pops, artell; palakas, haltuura, parseldama, parisnik, siva, tolk, tots, pujään, kitt, tuur, ladna, prosta, sutike; kaanima, kostitama, kruttima, kupeldama |
| (Верхньо-) Німецькі              | 500       | XVI – ХХ ст.               | larhv, lokk, seitel; kastan, pappel, kirss, jasmiin, jorjen, kartul, tulp, vihk; ahv, auster, kalkun, siisike, miisu, mops, taks, kits, vau, viidikas, nepp, pistrik; klimp, klops, kotlet, kompvek, supp, tort, viiner, soust, vahvel, vürts, vein; jope, kittel, kampsun, kleit, vest, lips, värvel, sall, pluus; kamin, pliit, käär(kamber), sahver, latter, kabel, palat; pult, sohva, leen, kummut, kardin, sahtel; uur, klade, klamber, latern, sihverplaat, silt; opman, oober, tisler, tudeng, velsker, virtin, antvärk, aadlik, kärner, kilter, kutsar, lärm, oksjon, krempel, klatš; krehvtine, hull, liiderlik, napp, noobel, ontlik, plass, tumm, trammis; kleepima, klantsima, mehkeldama, sehkendama, rehkendama, trimpama, pummeldama, praalima, turnima; ahoi, proosit, hurraa, hopp, hallo |
| Фінські                          | 90        | ХІХ – ХХ ст.               | aare, sangar, harras, jenka, julm, jäik, sünge, tehas, uljas, vaist, vihjama, säilima, kuvama, haihtuma, anastama |
| Єврейські                        | < 5       |                            | jaana(lind) (страус), tohuvabohu (хаос) |
| Циганські                        | <5        |                            | manguma (просити) |

### Інші
| Естонські та невідомого походження | близько 1000 | räni (кремінь), roie (стрічка), salk (група), videvik (сутінки), jäärak (долина), ila (слина), aas (луг), lubi (вапно), lõhn (запах), kaan (п'явка), kesv (ячмінь), ürp (плащ), hiili- (проникати), mahe (милий), mõru (гіркий), raip (падло), roni- (лазити) + численні ономатопоетичні-описові слова |
| Штучного походження                | 50–60        | veenma (переконувати), roim (злочин), laip (труп), kolp (череп), relv (зброя), ese (річ), süüme (свідомість), mõrv (вбивство), ulm (сон), siiras (щирий), range (жорсткий, сильний, прямий), sulnis (м'який, солодкий), nõme (дурний), taunima (не погоджуватися), naasma (повертатися), reetma (зраджувати), embama (обійняти), eirama (игнорувати), eramu (приватний будинок), etlema (виступати), kõlar (оратор, крикун), külmik (холодильник), meede (міра), meene (сувенір), siirdama (пересаджувати), teave (інформація), teismeline (підліток, тінейджер), teler (телевізор), üllitis (публікація), ärandama (уводити), levima (нестися), taies (витвір мистецтва), rula (скейтборд) |